# Locomotiva FS 170
Le locomotive gruppo 170 sono state un gruppo di macchine a vapore con tender di rodiggio 1-2-0 che le Ferrovie dello Stato acquisirono, dopo il 1905, in seguito al riscatto della Rete Mediterranea. Questa a sua volta le aveva acquisite in seguito all'assegnazione delle linee delle precedenti compagnie.

## Storia
Le locomotive del gruppo erano pervenute alla Rete Mediterranea nel 1885 in seguito alla ripartizione delle ferrovie precedenti tra le tre grandi reti. Si trattava di locomotive per treni viaggiatori veloci perlopiù ex SFAI. Erano tutte di costruzione estera: le più antiche erano state consegnate dalla Koechlin di Mulhouse tra 1873 e 1874 e rappresentavano oltre la metà del quantitativo totale. Le ordinazioni successive, fatte dalla Mediterranea, furono rivolte alla Maffei di Monaco di Baviera che le consegnò tra 1884 e 1889. Otto locomotive vennero costruite dalla Società Franco-Belga di Parigi tra 1888 e 1889. Vennero Infine acquisite dalle Ferrovie dello Stato nel 1905 in seguito al riscatto delle reti. Nell'album delle locomotive FS, al 31 dicembre 1914, ne risultavano immatricolate ancora 60 unità suddivise in due gruppi con caratteristiche tecniche alquanto diverse con alcune varianti funzionali ed estetiche.

## Caratteristiche tecniche
La locomotiva fu costruita con il rodiggio 1-2-0, con ruote molto grandi da 2.030 mm di diametro e asse anteriore portante, spostabile trasversalmente di 8 mm, tipico delle locomotive da treno viaggiatori dell'epoca; era una macchina a vapore saturo, a 2 cilindri esterni, a semplice espansione.
La caldaia che equipaggiava la maggior parte delle unità era lunga 6.840 mm e conteneva un volume d'acqua (misurata a 10 cm sopra il cielo del forno) di 2,6 m³ e un volume di vapore di 2,35 m³; la sua pressione di taratura era di 10 bar. Le macchine del secondo sottogruppo avevano una caldaia più lunga, 7.080 mm, più capiente in acqua, 3,5 m³ ma di minor vapore, 2 m³. Tuttavia erano ambedue in grado di produrre lo stesso quantitativo orario di vapore asciutto: 5.660 kg. Differenti erano anche le dimensioni esterne ed interne del corpo cilindrico, rispettivamente 1.240 mm di diametro contro 1.332 e 1.211 contro 1.304; anche la sua lunghezza variava dai 4,48 m (compresa di camera a fumo) a 4,83 m.
Il forno, delle dimensioni di 2.100 x 1.050 mm, più corto di 100 mm nel secondo caso era però più alto in media 1.180 mm contro 1.030 mm sul piano della graticola della superficie poco differente, 2,1 m² nel primo sottogruppo e 2,03 m² nel secondo.
Variava anche il numero di tubi bollitori, 177 contro 181, di ugual diametro 50/45 mm con lunghezza pressoché equivalente tra le piastre estreme, rispettivamente 3.550 mm e 3.600 mm. Le differenze si traducevano in una differente superficie di riscaldamento: la superficie tubiera era di 87,6 m² nel primo gruppo e 92,13 nel secondo; la superficie di riscaldamento estesa sulla volta del forno era rispettivamente di 9 m² e di 8,62 m². In totale quindi, 96,6 m² contro 100,75 m²..
Le prestazioni della macchina permettevano a tutte le unità uno sforzo di trazione massimo di 4.580 kg e continuo (alla velocità di 45 km/h) di 2.680 kg ma variava la loro capacità di spunto alla partenza: le locomotive del primo gruppo sviluppavano una forza di 4.070 kg mentre quelle del secondo spuntavano meglio delle prime con 4.260 kg. Ciò era dovuto in buona parte anche alla migliore ripartizione delle masse per asse e del maggior peso aderente rispettivamente 14,9 t per ciascun asse motore in luogo di 13,9 t e 14,6 t e complessivamente 29,8 t contro 28,5 t.
Il motore delle locomotive 170 era costituito da 2 cilindri del diametro di 430 mm che facevano una corsa di 620 mm; il vapore era addotto mediante cassetti piani azionati da un meccanismo della distribuzione sistema Gooch. La velocità raggiunta di 80 km/h era per l'epoca anche quella massima raggiungibile sulla maggior parte delle linee importanti.
Tutte le locomotive erano dotate delle apparecchiature del freno ad aria compressa automatico. Una certa quantità di macchine erano anche munite di freno a controvapore mentre solo l'unità 1715 aveva il freno ad aria compressa moderabile.
Tutte le macchine erano in grado di erogare il riscaldamento a vapore per le carrozze viaggiatori.
Alle locomotive era accoppiato un tender a tre assi della massa totale di 29 t (26 t nel secondo gruppo); la capacità di acqua era di 10 m³ e quella di carbone di 3,5 t (8,2 m³ e 3 t nel secondo gruppo)

## Nomi assegnati alle locomotive

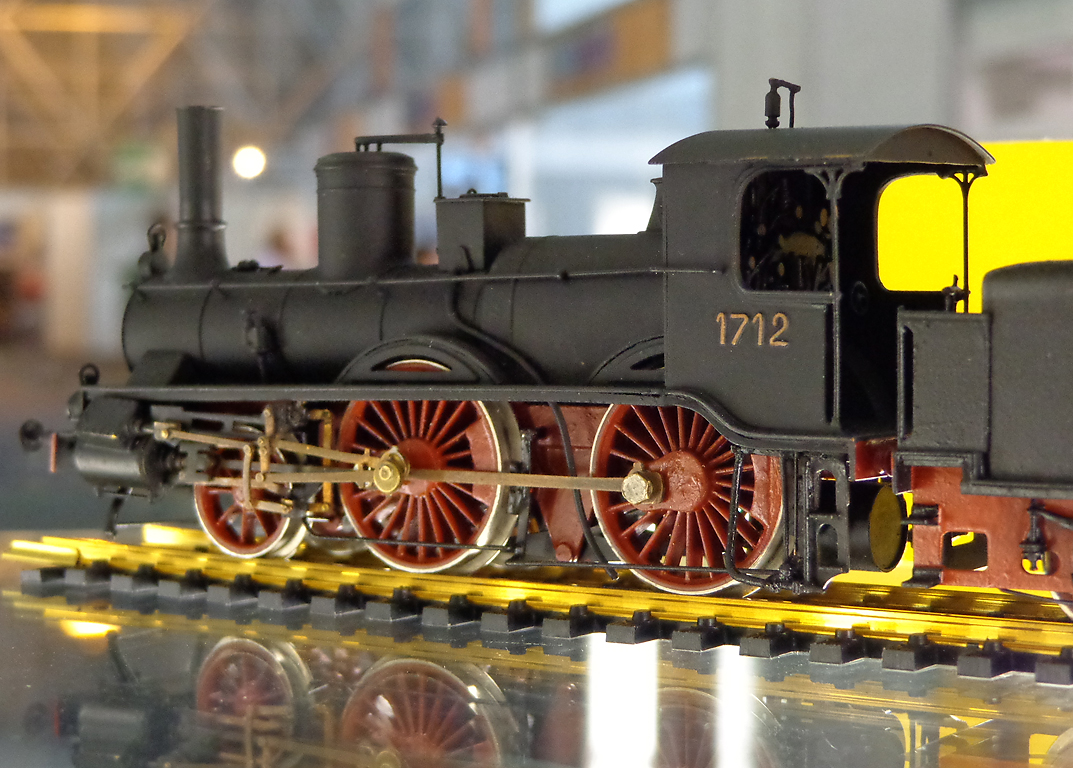
Modello in scala H0 della locomotiva FS 1712

- Locomotiva 170.047, ex RM 1547, Caterina Cornaro
- Locomotiva 170.066, ex RM 1566, Ildegonda.
- Locomotiva 170., ex SFAI Ariosto